# عضلة عصعصية
العَضَلَةُ العُصْعُصِيَّة هي إحدى عضلات قاع الحوض، تقع خلف العضلة الرافعة للشرج وأمام الرباط العجزي الشوكي.

## التشريح
تتكون العضلة من ألياف وترية وعضلية وهي مثلثية الشكل، تنشأ قمة العضلة من الشوكة الأسكية والرباط العجزي الشوكي وتنغرز قاعدة العضلة في الجوانب الوحشية لعظم العصعص وأسفل العجز.
تُشَكّل العضلة العصعصية والعضلة الرافعة للشرج معاً ما يُسمى بـ حجاب الحوض. وتساهم مع العضلة الرافعة للشرج والعضلة الكمثرية في إغلاق مخرج الحوض.